# おさんぽ日曜日
おさんぽ日曜日（おさんぽにちようび）は、2022年4月3日から青森放送ラジオで放送されているラジオ番組。同社の八戸支社の制作で毎週日曜10:00 - 11:00の放送。
2023年4月2日放送分からの正式タイトルはあいした!!おさんぽ日曜日（あいした おさんぽにちようび）である。番組開始から2023年3月26日までは鮫ちゃんのおさんぽ日曜日（さめちゃんのおさんぽにちようび）として放送されていた。

## 概要
- 当番組はうっちゃん・みかちゃんの県南おもしろ事件簿が、同番組パーソナリティの一人である中島美華が2022年4月から東京の大学に進学するため2022年3月をもって番組が休止したことに伴い、その後継番組として放送開始された。
- 番組開始初年度は青森放送アナウンサーの鮫島大史がパーソナリティを担当。「県南おもしろ事件簿」時代は三八上北地方の話題を中心に扱ったが、サブタイトルに「三八上北・下北のとれたて情報局」とある通り、本番組では三八上北地方に加えて、下北地方の話題も扱っている。
- 2023年3月26日の放送をもって、鮫島が番組を降板。翌週からは地元出身のタレント十日市秀悦が後任としてパーソナリティに就任し、番組名も「あいした!!おさんぽ日曜日」と改題の上、内容が一部リニューアルされた。「あいした」とは十日市が挨拶として使っている表現の事で、当番組以外でも「十日市秀悦のえふりこぎでゴメン！」（ビーエフエム・八戸市）で冒頭の挨拶で使用している。

## 番組コーナー
- 十日市秀悦のぶらりさんぽ
  - 『あいした!!』時代から実施。十日市とKANTAが三八上北・下北21市町村の様々な場所に訪問し、取材を行う。
- 鮫ちゃんのらじおさんぽ→あいした!!らじおさんぽ
  - 鮫島→十日市とKANTAのどちらかないしは両者が三八上北・下北21市町村を訪れたり、21市町村の代表者をゲストに招いて、その場所の魅力を再発見する。
- 鮫ちゃんの気になるニュース→気になるニュース
  - 三八上北・下北で行われたイベントを中心としたニュースを伝える。
  - 『鮫ちゃん』時代は番組冒頭で行われていたが、『あいした!!』時代は中盤に放送されている。
- 鮫ちゃんのちょっと寄り道→今日のありがっと！
  - 三八上北・下北にある会社や店舗の名産品を紹介し、視聴者にプレゼントをする。

### 過去に行われていたコーナー
- 心に残る校歌（2023年1月29日 - 3月19日）
  - 2023年3月末で閉校となる小学校の校歌を紹介する。

## 放送時間
- 日曜日10:00 - 11:00

## 出演者
- 十日市秀悦（パーソナリティ・2023年4月2日 - ）
  - パーソナリティ就任前、『鮫ちゃん』時代の2022年10月23日放送分にサプライズゲストとして出演しており、同時期はイサバのカッチャによる番組ジングルが期間限定で使用されていた。
- KANTA（アシスタント）
  - 『鮫ちゃん』時代は一部の特殊な回を除いて「オープニング」と「気になるニュース」には出演しなかったが、『あいした!!』改称後は冒頭から出演している。
- 安達直樹（八戸支社記者）
  - 『気になるニュース』のみ出演。

### 過去の出演者
- 鮫島大史（RABアナウンサー・番組開始 - 2023年3月26日）

## その他
- 2022年10月2日は、十和田市の「ファーマーズ・マーケット かだぁ～れ」から、番組開始以来初の公開生放送を行った。また、この日は、前身番組終了以来半年ぶりとなる、うっちゃん・みかちゃんが出演し、放送時間も9時からと1時間拡大した[1][2]。